# Список потерь Ми-8 и его модификаций (1983 год)
Список потерянных Ми-8 всех модификаций (включая Ми-9, -14, -17, -18, -19, -171 и -172) составлен по данным из открытых источников и учитывает только авиационные происшествия или воздействие внешних сил, приведшие к утрате вертолёта или его списанию вследствие полученных повреждений.
Список не полный и не окончательный.

## Список аварий и катастроф
Зелёным цветом выделены потери при применении в вооружённых конфликтах, в том числе в контртеррористических операциях.
| № п/п | Дата     | Модификация / Бортовой номер | Место                                                                       | Жертвы / На борту | Краткое описание |
| ----- | -------- | ---------------------------- | --------------------------------------------------------------------------- | ----------------- | --- |
| 1     | 4 янв.   | Ми-8 н.д.                    | близ Ташкургана                                                             | 3/3               | Вертолёт 181-го овп. Осуществлял высадку десанта в районе Ташкургана. На взлёте, после десантирования, вертолёт был подбит и при попытке произвести вынужденную посадку разбился. Экипаж погиб. |
| 2     | 10 янв.  | Ми-8 СССР-22171              | Сахалинская область, остров Кунашир, вулкан Тятя                            | 7/7               | В условиях плохой видимости экипаж потерял ориентацию и сильным боковым ветром машину снесло с маршрута, в результате чего вертолёт задел склон вулкана Тятя. В момент происшествия погиб второй пилот. Остальные члены экипажа и пассажиры скончались из-за переохлаждения в последующие дни так как по причине нескоординированности действий наземных служб сообщение о пропаже вертолёта пришло с опозданием. Место катастрофы и погибшие были найдены только 13 января.                                                                                        |
| 3     | 12 янв.  | Ми-8 СССР-25325              | Хабаровский край, Николаевский район, близ Орель-Чля                        | 0/9               | Во время полёта на высоте 200 м произошёл одновременный отказ обоих двигателей из-за технической неисправности топливной системы. Экипаж произвёл вынужденную посадку на лесистую местность в режиме авторотации. При посадке машина получила значительные повреждения силовых элементов конструкции. Экипаж и пассажиры не пострадали. |
| 4     | 21 февр. | Ми-8Т 30                     | Туркменская ССР, Марыйская область, Тахта-Базарский район посёлок Поскребко | 3/3               | Вертолёт погранвойск. Потерпел катастрофу возле места базирования на 12-й погранзаставе Тахта-Базарского погранотряда. |
| 5     | 27 февр. | Ми-8 СССР-22252              | ХМАО, 94 км северо-западнее аэропорта Нижневартовск                         | 3/5               | При монтаже опоры ЛЭП с использованием внешней подвески вертолётом пилотировал неопытный пилот, который не выдержал заданную высоту и допустил касание лопастями несущего винта об опору, в результате чего машина упала на землю и разрушилась. Погибли пилот-инструктор, бортмеханик и один из пассажиров. Катастрофа произошла из-за несогласованности действий экипажа и наземного персонала — монтажников. |
| 6     | 10 апр.  | Ми-8 СССР-22541              | Узбекская ССР, Ташкентская область, устье реки Эрташ                        | 5/5               | При полёте на малой высоте столкнулся с проводами ЛЭП. Причиной катастрофы явилась неудовлетворительная подготовка экипажа к выполнению полёта в горной местности по незнакомому маршруту. |
| 7     | 19 июля  | Ми-8МТ н.д.                  | близ Газни                                                                  | 3/н.д.            | Вертолёт 50-го осап. Экипаж капитана А. Г. Аитова выполнял задание по поиску каравана с оружием. В 4 часа утра, в момент взлёта с площадки, вертолёт был обстрелян и потерпел катастрофу. |
| 8     | 23 июля  | Ми-8МТ н.д.                  | н.д.                                                                        | 3/3               | Вертолёт 280-го овп. Экипаж в составе командира капитана Н. А. Кощеева, штурмана капитана Н. Н. Рычкова, борттехника лейтенанта В. И. Масальского выполнял посадку в районе боя, ведущегося в окружении ротой спецназа. Вертолёт был обстрелян из ручного гранатомета, граната попала в лонжерон лопасти несущего винта, который разрушился и машина рухнула на землю. Возник пожар, экипаж погиб. |
| 9     | 24 июля  | Ми-8МТ 25                    | 30 км юго-западнее Джелалабада                                              | 6/6               | Вертолёт 335-го обвп. Во время эвакуации раненых из района боевой операции вертолёт был сбит из ПЗРК. Экипаж и пассажиры погибли при падении машины. |
| 10    | 7 авг.   | Ми-8Т н.д.                   | близ Кундуза                                                                | н.д./н.д.         | Вертолёт 146-го ово. Экипаж в составе командира капитана А. В. Конева, лётчика-штурмана ст. лейтенанта С. И. Курбалы и борттехника ст. лейтенанта Е. В. Черкашина выполнял боевую задачу по прикрытию группы транспортных вертолётов, осуществлявших эвакуацию десанта. Прикрывая машину командира эскадрильи, попал под сильный обстрел зенитных средств противника на выходе из атаки. До последнего мгновения экипаж пытался посадить повреждённую машину, но вертолёт упал на землю и разрушился.                                                               |
| 11    | 9 сент.  | Ми-8Т н.д.                   | провинция Бадахшан                                                          | 2/3               | Вертолёт 181-го овп. При минировании караванных троп вертолёт был обстрелян. При выполнении аварийной посадки разрушился, возник пожар. Командир вертолёта майор В. Н. Балобанов и лётчик-штурман ст. лейтенант В. В. Бураго погибли, борттехник ст. лейтенант Ветров остался жив. |
| 12    | 18 окт.  | Ми-8 н.д.                    | в районе водохранилища Каджакай                                             | 3/3               | Вертолёт 280-го овп. Группа вертолётов осуществляла высадку десанта афганских военнослужащих у брошенной электростанции на водохранилище Каджакай. Из-за задержки, возникшей при десантировании, экипаж майора А. А. Артамина отстал от группы и, догоняя её, решил срезать маршрут, пролетев над районом, насыщенным средствами ПВО. На малой высоте машина была поражена огнём ДШК и стала терять высоту, в результате удара о землю командир, лётчик-штурман ст. лейтенант Н. Б. Вашутин и борттехник ст. лейтенант А. В. Зверев погибли.                        |
| 13    | 25 окт.  | Ми-8 н.д.                    | близ Файзабада                                                              | 4/4               | Вертолёт 181-го овп. Во время выполнения ночного тренировочного полёта был обстрелян из ДШК, столкнулся с землей и разрушился. Экипаж, в составе командира эскадрильи подполковника Э. Н. Шефера, командира вертолёта капитана В. Д. Шевченко, лётчика-штурмана ст. лейтенанта А. М. Мельниченко и борттехника лейтенанта К. Н. Машутина, погиб. |
| 14    | 15 нояб. | Ми-8Т н.д.                   | 16 км южнее Кабула                                                          | 12/н.д.           | Вертолёт 377-го овп ВВС ДРА. Вертолёт под прикрытием четырёх Ми-25 совершал полёт по маршруту Кабул → провинция Логар с группой военных и официальных лиц на борту. В 16 км южнее Кабула по транспортному вертолёту был открыт огонь с земли, после чего машина потеряла управление и разбилась. Из более чем 20 человек на борту погибло 12, в том числе командир 8-й дивизии армии ДРА. |
| 15    | 1 дек.   | Ми-8МТ н.д.                  | н.д.                                                                        | 0/н.д.            | Вертолёт 335-го обвп. При выполнении минирования караванных троп, на высоте 450 метров, вертолёт попал под огонь стрелкового оружия, загорелся и совершил вынужденную посадку на территории противника. Экипаж был эвакуирован, а повреждённый борт уничтожен на месте. |
| 16    | 24 дек.  | Ми-8ВКП н.д.                 | н.д.                                                                        | 2/3               | Вертолёт 262-й овэ. Заходивший на посадку вертолёт был обстрелян противником, было перебито управление рулевым винтом, после чего машина перешла в неконтролируемое вращение и упала. Экипаж по команде стал покидать вертолёт на парашютах, борттехник капитан Е. И. Смирнов из-за малой высоты раскрыть парашют не успел, а лётчик-штурман ст. лейтенант А. П. Завалиев вертолёт не покинул, оба погибли (летели не надев парашюты и потеряли время на пристегивание системы). Командир при приземлении получил травму позвоночника и был списан с лётной работы. |